# 地蔵橋駅
地蔵橋駅（じぞうばしえき）は徳島県徳島市西須賀町西開にある四国旅客鉄道（JR四国）牟岐線の駅である。駅番号はM04。

## 歴史
- 1913年（大正2年）4月20日：阿波国共同汽船の駅として開業。同時に国有鉄道が借上げ[2]（小松島軽便線）。駅名は駅の東側を流れる多々羅川に架かる橋の名から。[3]
- 1917年（大正6年）9月1日：阿波国共同汽船が買収・国有化。
- 1961年（昭和36年）4月1日：小松島線徳島 - 中田間の分離により牟岐線に所属変更。
- 1970年（昭和45年）6月1日：貨物の取り扱いを廃止[2]。
- 1972年（昭和47年）10月1日：荷物の取り扱いを廃止[2][4]。駅員無配置駅となる[5]。
- 1987年（昭和62年）4月1日：国鉄分割民営化によりJR四国の駅となる[2]。
- 2008年（平成20年）
  - 8月1日：簡易委託駅廃止。無人化。
  - 12月中旬頃：食券型自動券売機設置。
- 2014年（平成26年）7月27日：駅舎内旧事務室跡に、地域住民の交流スペース『地蔵橋ふれあいステーション』（勝占中部コミュニティ協議会借り受け、駅前町内会管理運営）を設置[6][7]。
- 2019年（令和元年）11月21日：トイレ廃止。

## 駅構造
1面1線のホームを持つ地上駅である。かつては島式ホーム1面2線の構造であった。木造駅舎（大正15年建築）を有する。
1975年頃に無人化され、以後駅舎内の売店が近距離切符を扱う簡易委託駅となっていたが、現在は完全な無人駅となり、2008年12月に自動券売機が設置されている。2014年には旧事務室が地元住民に貸し出され、地域交流の場として改装されたが、トイレは2019年11月21日に廃止された。なお、駅舎前には公衆電話、郵便ポスト、白ポストがある。

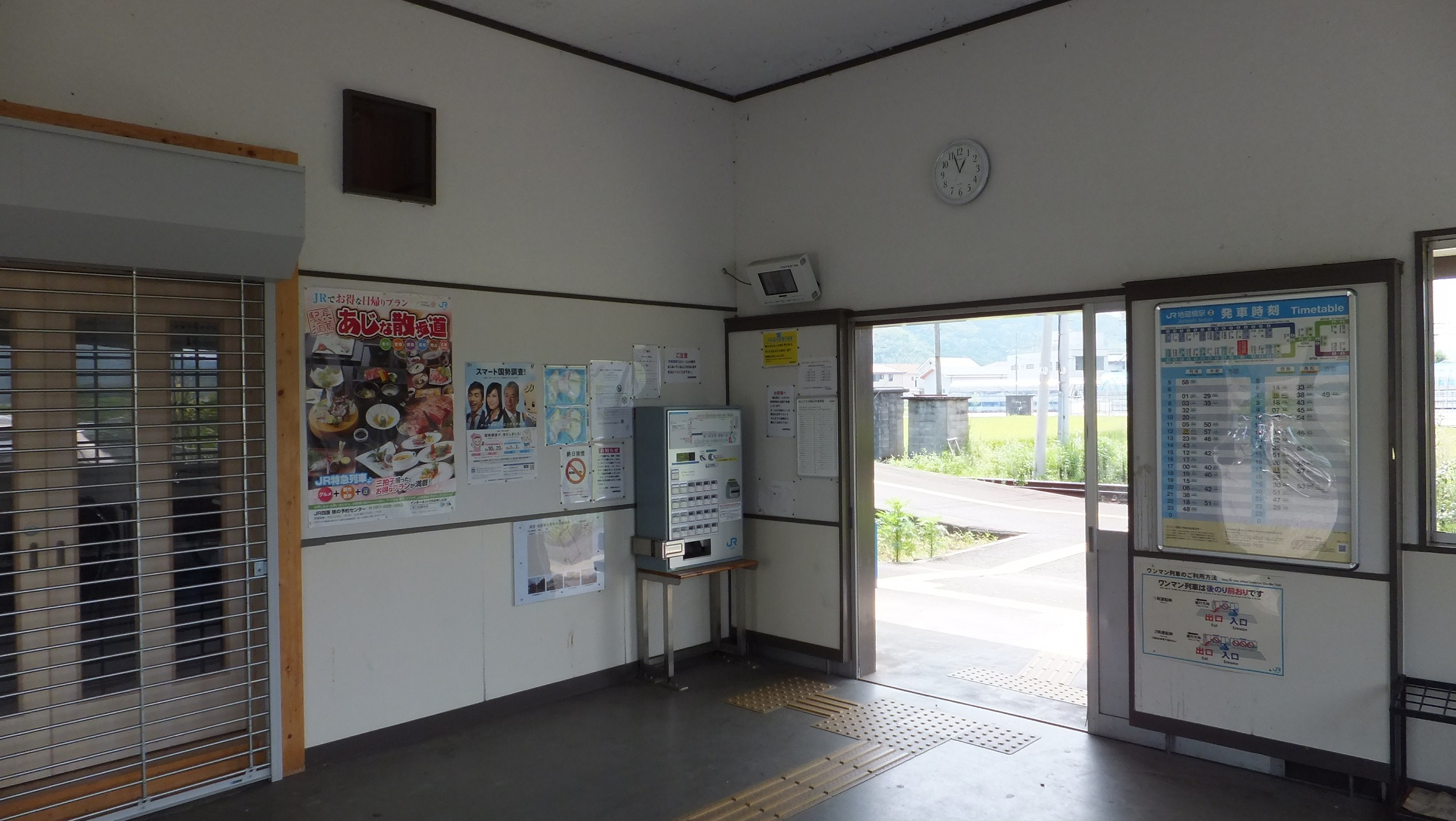
駅舎内（2015年9月）
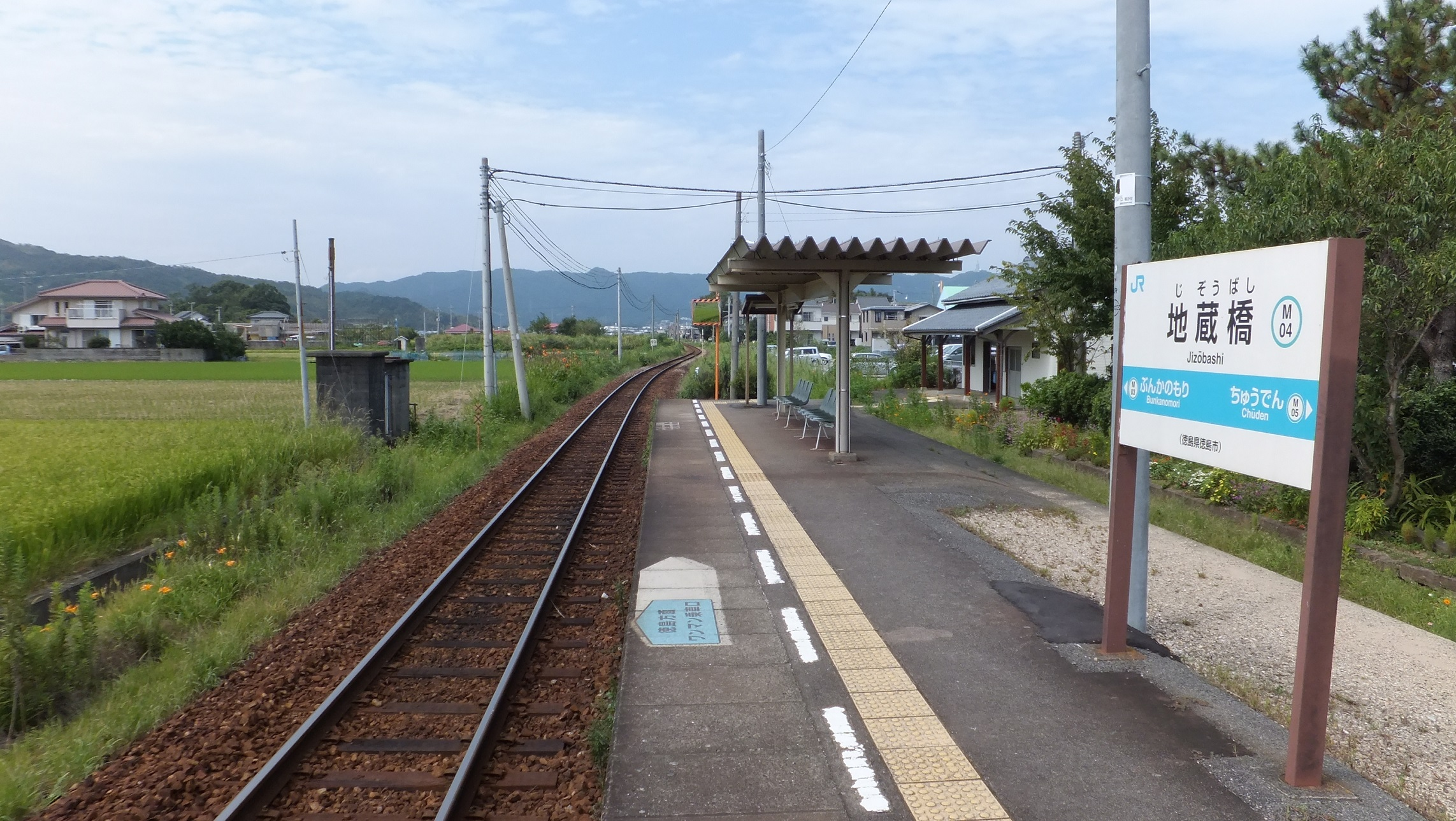
ホーム（2015年9月）

## 利用状況
1日平均乗車人員は下記の通り。
| - 415人（1995年度） - 398人（1996年度） - 374人（1997年度） - 351人（1998年度） - 323人（1999年度） - 299人（2000年度） - 282人（2001年度） - 273人（2002年度） - 271人（2003年度） - 252人（2004年度） - 229人（2005年度） - 232人（2006年度） - 213人（2007年度） - 237人（2008年度） - 256人（2009年度） - 269人（2010年度） - 277人（2011年度） - 296人（2012年度） - 301人（2013年度） - 288人（2014年度） - 292人（2015年度） - 302人（2016年度） - 305人（2017年度） - 306人（2018年度） - 321人（2019年度） - 250人（2020年度） - 238人（2021年度） |

## 駅周辺
駅のある地域は新しい住宅が建ち、徳島市のベッドタウンとなった。駅の裏は、田畑が目立つ。
桜の開花の季節には駅の前にある大きな桜の木がライトアップされる。
- 徳島市役所勝占支所
- 徳島中央警察署西須賀町交番
- 博愛記念病院
- 徳島県道168号地蔵橋停車場線
- 徳島県道136号宮倉徳島線
- 弁天山 - 自然にできた山では日本一低い山
- 神光寺
- 徳島ガラススタジオ

## 隣の駅
四国旅客鉄道（JR四国）
■牟岐線
■普通
文化の森駅 (M03) - 地蔵橋駅 (M04) - 中田駅 (M05)